# Lądek (Varmie-Mazurie)
Pour les articles homonymes, voir Lądek.
Lądek est un village polonais de la voïvodie de Varmie-Mazurie, dans le powiat de Bartoszyce.